# Dugesia brigantii
Dugesia brigantii és una espècie de triclàdide dugèsid que habita la Ligúria, Itàlia. La localitat tipus és la Grotta di Bocca Lupara, a les proximitats de Chiappa, província de La Spezia.

## Morfologia

### Morfologia externa
D. brigantii, com totes les espècies de Dugesia, té un cap triangular amb dos ulls. El cos és allargat i aplanat dorsoventralment. Els individus vius no fan més de 15 mm de longitud i 2 mm d'amplada.

### Morfologia interna
La característica principal de la morfologia interna que distingeix D. brigantii de la resta de Dugesia és la presència d'un adenodàctil parenquimàtic fusionat lateralment amb la papil·la peniana.
A D. brigantii els vasos deferents s'obren a la vesícula seminal molt posteriorment, pròxims al diafragma.

## Habitat
Els espècimens a partir dels quals va ser descrita l'espècie eren a l'aigua dolça dins una cova (cova de Bocca Lupara). Es varen trobar convivint amb nombrosos espècimens de Niphargus. D. brigantii no presenta adaptacions a un tipus de vida cavernícola, tal com podria ser la reducció de la mida dels ulls o la manca de pigment. És per això que s'ha proposat que en realitat es tracta d'una espècie epígea que ha envaït recentment la cova de Bocca Lupara.

## Reproducció
D. brigantii es reprodueix exclusivament de manera sexual. Com la resta de Dugesia, és una espècie hermafrodita.